# Tillandsia nuyooensis
Tillandsia nuyooensis är en gräsväxtart som beskrevs av Renate Ehlers. Tillandsia nuyooensis ingår i släktet Tillandsia och familjen Bromeliaceae. Inga underarter finns listade i Catalogue of Life.